# Браун, Яков Борисович
Я́ков Бори́сович Бра́ун (1910—1975) — советский боксёр средних весовых категорий, выступал на всесоюзном уровне в 1920-х — 1930-х годах. Чемпион СССР, чемпион Всесоюзной спартакиады, призёр многих турниров и матчевых встреч. На соревнованиях представлял спортивное общество «Динамо», заслуженный мастер спорта СССР (1948). Судья всесоюзной категории (1937).

## Биография
Родился в 1910 году в Москве.
Активно заниматься боксом начал в возрасте четырнадцати лет под руководством именитого тренера Константина Градополова, позже проходил подготовку в столичном спортивном клубе «Динамо». На первом чемпионате СССР по боксу, прошедшем в апреле 1926 года, одолел всех своих соперников в полусредней весовой категории и завоевал золотую медаль (в финале взял верх над опытнейшим Константином Никитиным). Два года спустя в среднем весе одержал победу на боксёрском турнире Всесоюзной спартакиады, помимо этого участвовал в международных матчевых встречах со сборными Латвии, Финляндии, Норвегии и Турции. Позже перешёл в тяжёлую весовую категорию, в 1934 году на чемпионате Советского Союза попытался вернуть себе чемпионское звание, но в решающем матче проиграл другому москвичу Александру Постнову и вынужден был довольствоваться серебром.
В 1937 году в числе пятнадцати первых лучших боксёров Брауну было присвоено звание мастера спорта. Всего в любительском боксе он провёл 67 боёв, из них 50 окончены победой (в том числе 18 досрочно), в восьми случаях была зафиксирована ничья. Имеет в послужном списке 10 международных встреч: девять выиграл и одну свёл к ничьей.
В 1948 году за свои спортивные достижения удостоен почётного звания «Заслуженный мастер спорта СССР» и включён в число «Выдающихся боксёров СССР».
После завершения спортивной карьеры перешёл на тренерскую работу, воспитал многих талантливых бойцов, в частности, одним из его учеников был многократный чемпион всесоюзных первенств Виктор Степанов.
Помимо бокса Яков Браун увлекался парашютным спортом, в 1934 году был в числе первых спортсменов, совершивших прыжок с парашютом.
Умер в 1975 году.